# 나우루의 인구
나우루의 인구는 1920년대부터 다양한 통계국에서 분석해 온 국가 인구 조사를 통해 알려져 있다. 나우루 통계청은 1968년 나우루가 독립한 이후 1977년부터 인구 조사를 해왔다. 가장 최근의 나우루 인구 조사는 2021년 10월 30일에 실시되었으며, 당시 인구는 11,680명에 달했다. 인구 밀도는 478명/km2이며, 기대수명은 63.9년이다. 인구는 1960년대부터 꾸준히 증가하다가 2006년 나우루 정부가 수천 명의 투발루 및 키리바시 노동자들을 본국으로 송환하면서 감소했다. 1992년 이후 나우루의 출생률은 사망률을 초과했으며, 자연 증가율은 양의 값을 보인다. 연령 구조 면에서 인구는 15~59세(57%)가 지배적이다. 중위 연령은 21.6세이며, 추정 성비는 여성 100명당 남성 101.8명이다.
나우루에는 대부분 나우루인(92.1%)이 거주하며, 소수 민족으로는 키리바시인(2.4%), 피지인(2.2%), 오스트레일리아인(1.2%) 및 기타(2.1%) 민족이 거주한다. 나우루의 인구 역사는 여러 번의 이주로 특징지어진다. 나우루에는 약 3,000년 전 미크로네시아인이 최초로 정착했다. 1798년 영국의 존 피어른은 이 섬을 처음 발견한 유럽인이었다. 그 후 1888년 독일 제국이 나우루를 합병했다. 다음 주요 인구 변화는 1942년 제2차 세계 대전 동안 일본 제국이 나우루를 점령했을 때였다. 이 기간 동안 일본 제국은 수천 명의 나우루인을 다른 섬으로 강제 이주시켰다. 1960년대에 나우루는 독립하였고, 나우루인의 비율이 증가하기 시작했다. 가장 최근의 인구 통계 변화는 2000년대에 정부가 여러 비나우루인 집단을 본국으로 송환했을 때였다.
나우루어는 나우루의 공용어이지만, 영어 또한 통용된다. 나우루어는 인구의 95.3%가 사용하는 주요 언어로 조사되었다. 2011년 인구 조사에 따르면 인구의 66.0%가 영어를 사용하고 11.9%가 다른 언어를 사용했다. 나우루의 주요 종교는 나우루 회중교회(35.71%)와 로마 가톨릭(32.96%)이다. 나우루의 문해율은 96.5%이다. 학위를 취득한 15세 이상 인구 비율은 2011년 기준 7.9%로 세계 최저 수준이다. 국내총생산(GDP)의 약 10.7%가 교육에 지출된다. 나우루는 보편적 건강보장 제도를 운영하고 있으며, 2012년에는 GDP의 약 7.5%가 의료에 지출되었다. 나우루는 세계에서 가장 높은 비만증 비율을 가지고 있는데, 남성의 97%, 여성의 93%가 비만증을 보유하고 있다. 2014년 기준 월 평균 순소득은 3,848A$였다. 주요 산업은 인광석 산업, 금융업, 그리고 다양한 코코야자 가공업이다. 2011년 기준 실업률은 23%였다. 2011년 인구 조사에서는 총 1,647 가구로 조사되었으며, 가구당 평균 6.0명이었다. 나우루의 평균 도시화율은 100%이다.

## 인구
2021년 인구가 12,000명 미만인 나우루는 세계 193위의 인구를 보유하고 있다. 인구 밀도는 478명/km2이다. 나우루의 기대수명은 59.7세이다. 합계출산율은 3.70명으로 오세아니아에서 높은 편에 해당한다. 유엔은 2020년대에도 인구가 약 10,000명 수준을 유지할 것으로 예상하며, 나우루 통계청은 2038년에는 인구가 20,000명으로 증가할 것으로 예상한다.
나우루 역사상 여섯 차례의 주요 인구 통계 변화가 있었다. 나우루는 약 3,000년 전 미크로네시아인이 처음 거주하였다. 이후 1798년 영국의 존 피어른이 유럽인 최초로 나우루를 발견하였다. 1888년, 나라는 독일 제국에 합병되었다. 다음 인구 변화는 1940년대 제2차 세계 대전 중에 일어났다. 이 기간 동안 일본은 수천 명의 나우루인을 다른 섬으로 강제 이주시켰다. 다음 인구 통계 변화는 1960년대에 있었다. 1960년대 나우루는 독립하였고, 나우루인의 비율이 증가하기 시작했다. 마지막 주요 인구 통계 변화는 2006년에 일어났는데, 나우루 인산염공사(RONPhos)와 정부 근로자의 대규모 감축 이후 나우루 정부가 남아있던 거의 모든 투발루인과 키리바시인 근로자들을 본국으로 송환했다. 2006년 인구 조사에 따르면 나우루에는 9,233명이 거주했는데, 이는 2002년 이전 인구 조사에 비해 2.13% 감소한 수치이다.
2002년부터 2011년까지 순이주가 마이너스였으며, 2006년부터 2011년까지 연간 109명의 순이민자가 발생했다. 2009년에는 1,820명의 입국자와 1,736명의 출국자가 있었으며, 이민자 순증가율은 84명이었다. 이는 2002년 인구 조사 이후 처음으로 순증가를 기록한 것이었다. 나우루 세관 및 출입국 사무소에서 수집한 입출국 데이터는 공개되지 않으므로, 구체적인 이민 데이터는 확인할 수 없다. 2011년 인구 조사에 따르면 15세 이상 인구의 57%가 혼인 또는 사실혼 상태였고, 35%는 미혼이었으며, 7%는 사별, 별거 또는 이혼 상태였다. 나우루에는 1,647 가구가 있으며, 평균 가구 규모는 가구당 6.0명이다.
나우루는 남태평양에서 가장 서구화된 지역 중 하나이다.

### 인구 구조
| 연령대 | 남성  | 여성  | 총계   | %     |
| ------ | ----- | ----- | ------ | ----- |
| 총계   | 5 547 | 5 467 | 11 014 | 100   |
| 0–4    | 839   | 806   | 1 645  | 14.94 |
| 5–9    | 854   | 725   | 1 579  | 14.34 |
| 10–14  | 562   | 579   | 1 142  | 10.37 |
| 15–19  | 525   | 488   | 1 012  | 9.19  |
| 20–24  | 434   | 402   | 836    | 7.59  |
| 25–29  | 461   | 468   | 930    | 8.44  |
| 30–34  | 444   | 457   | 900    | 8.17  |
| 35–39  | 377   | 346   | 723    | 6.56  |
| 40–44  | 277   | 285   | 562    | 5.10  |
| 45–49  | 220   | 223   | 443    | 4.02  |
| 50–54  | 212   | 240   | 452    | 4.10  |
| 55–59  | 152   | 190   | 343    | 3.11  |
| 60–64  | 110   | 131   | 242    | 2.20  |
| 65–69  | 50    | 77    | 127    | 1.15  |
| 70–74  | 15    | 25    | 40     | 0.36  |
| 75–79  | 15    | 24    | 39     | 0.35  |
| 80+    |       |       |        |       |
| 연령대 | 남성  | 여성  | 총계   | 비율  |
| 0–14   | 2 255 | 2 110 | 4 365  | 39.63 |
| 15–64  | 3 212 | 3 231 | 6 443  | 58.50 |
| 65+    | 80    | 126   | 206    | 1.87  |

## 출생 및 사망
출생, 사망 및 출산율의 경우 나우루 통계청 자료를 사용했다. 인구의 경우 미국 인구조사국의 연중 추정치를 사용했다. 셀이 연한 녹색으로 음영 처리된 경우, 월드 팩트북의 추정치를 나타낸다. 2013년에는 출생아 수(366명)와 출생률(38.8명)이 2010년대 조사 중 두 번째로 높았다. 2011년에는 총 출산율이 4.2명으로 1992년(4.5명) 이후 가장 높았다. 2009년 이후 자연 변화로 인한 인구 증가는 최소 200명 이상이었는데, 이는 2006년 인구 재정착 이후 처음 있는 일이었다.
| 연도 | 인구   | 출생아 수 | 사망자 수 | 자연 변화 | 조출생률 (1000명당) | 조사망률 (1000명당) | 자연 변화 (1000명당) | TFR |
| ---- | ------ | --------- | --------- | --------- | ------------------- | ------------------- | -------------------- | --- |
| 1992 | 9,826  | 331       | 64        | 267       | 33.7                | 6.5                 | 27.2                 | 4.5 |
| 1993 | 9,823  | 320       | 70        | 250       | 32.6                | 7.1                 | 25.5                 | 2.1 |
| 1994 | 9,824  | 335       | 53        | 282       | 34.1                | 5.4                 | 28.7                 | 2.2 |
| 1995 | 9,821  | 309       | 71        | 238       | 31.5                | 7.2                 | 24.2                 | 2.1 |
| 1996 | 9,830  | 371       | 82        | 289       | 37.7                | 8.3                 | 29.4                 |     |
| 1997 | 9,868  | 356       | 97        | 259       | 36.1                | 9.8                 | 25.9                 | 4.1 |
| 1998 | 9,885  | 304       | 97        | 207       | 30.8                | 9.8                 | 20.9                 | 2.1 |
| 1999 | 9,874  | 306       | 82        | 224       | 31.0                | 8.3                 | 22.7                 |     |
| 2000 | 9,861  | 311       | 70        | 241       | 31.5                | 7.1                 | 24.4                 | 3.7 |
| 2001 | 9,890  | 325       | 123       | 202       | 32.9                | 12.4                | 20.4                 | 3.6 |
| 2002 | 9,916  | 314       | 92        | 222       | 31.7                | 9.3                 | 22.4                 | 3.0 |
| 2003 | 9,926  | 212       | 76        | 136       | 21.4                | 7.7                 | 13.7                 | 2.5 |
| 2004 | 9,969  | 253       | 75        | 178       | 25.4                | 7.5                 | 17.9                 | 3.1 |
| 2005 | 10,014 | 194       | 80        | 114       | 19.4                | 8.0                 | 11.4                 | 2.4 |
| 2006 | 9,565  | 190       | 88        | 102       | 19.9                | 9.2                 | 10.7                 | 2.3 |
| 2007 | 9,115  | 171       | 74        | 97        | 18.8                | 8.1                 | 10.6                 | 2.1 |
| 2008 | 9,162  | 206       | 84        | 122       | 22.5                | 9.2                 | 13.3                 | 2.5 |
| 2009 | 9,213  | 273       | 57        | 216       | 29.6                | 6.2                 | 23.4                 | 3.2 |
| 2010 | 9,267  | 322       | 69        | 253       | 34.7                | 7.4                 | 27.3                 | 3.7 |
| 2011 | 9,322  | 370       | 75        | 295       | 39.7                | 8.0                 | 31.6                 | 4.2 |
| 2012 | 9,378  | 319       |           |           | 34.0                | 6.0                 |                      | 3.0 |
| 2013 | 9,434  | 366       |           |           | 38.8                |                     |                      |     |

2011년~2021년 데이터 출처: 나우루 2021년 인구 및 가구 조사 - 분석 보고서
| 연도 | 인구   | 출생아 수 | 사망자 수 | 자연 변화 | 조출생률 (1000명당) | 조사망률 (1000명당) | 자연 변화 (1000명당) | 총 출산율 |
| ---- | ------ | --------- | --------- | --------- | ------------------- | ------------------- | -------------------- | --------- |
| 2011 | 9,945  | 427       |           |           |                     |                     |                      | 4.86      |
| 2012 |        | 378       |           |           |                     |                     |                      | 4.32      |
| 2013 |        | 353       |           |           |                     |                     |                      | 3.94      |
| 2014 |        | 350       |           |           |                     |                     |                      | 3.93      |
| 2015 |        | 371       |           |           |                     |                     |                      | 4.11      |
| 2016 |        | 395       |           |           |                     |                     |                      | 4.38      |
| 2017 |        | 380       |           |           |                     |                     |                      | 4.19      |
| 2018 |        | 317       |           |           |                     |                     |                      | 3.45      |
| 2019 |        | 283       |           |           |                     |                     |                      | 3.03      |
| 2020 |        | 327       |           |           |                     |                     |                      | 3.47      |
| 2021 | 11,680 | 332       | 74        | 258       |                     |                     |                      | 3.41      |

## 민족
2011년 기준, 나우루에는 대부분 나우루인(94%)이 거주하며, 주요 소수 집단으로는 피지인(1%), 중국인(1%), 솔로몬 제도인(1%)이 포함된다. 이는 나우루인이 인구의 75%를 차지했던 2002년의 이전 주요 인구 조사와 비교하여 큰 변화를 보여준다. 헌법에 따르면 나우루는 어떠한 민족 집단도 시민이 되는 것을 배제하지 않는다.
| 민족 집단           | 2011   | 2011 | 2006   | 2006 | 2002   | 2002 |
| 민족 집단           | 인구수 | %    | 인구수 | %    | 인구수 | %    |
| ------------------- | ------ | ---- | ------ | ---- | ------ | ---- |
| 나우루인            | 9,313  | 93.6 | 9,547  | 95.8 | 7,572  | 75.2 |
| 이키리바시          | 178    | 1.8  | 146    | 1.5  | 1,259  | 12.5 |
| 중국인              | 145    | 1.5  | 61     | 0.6  | 463    | 4.6  |
| 기타                | 309    | 3.1  | 214    | 2.1  | 771    | 7.7  |
| 총계                | 9,945  | 100  | 9,968  | 100  | 10,065 | 100  |
| 출처: 나우루 통계청 |        |      |        |      |        |      |

최근 중국인들의 대량 이민은 1993년에 일어났다.

## 언어
나우루어는 나우루의 공용어이다. 영어는 널리 통용되며 대부분의 정부 및 상업 목적으로 사용되며, 공용어이기도 하다. 2011년 인구 조사에 따르면 인구의 95.3%가 나우루어를 사용하고, 66.0%는 영어를 사용하며, 11.9%는 다른 언어를 사용한다. 나우루어는 오스트로네시아어족 언어이지만, 표준 문법은 아직 정리되지 않았으며, 다른 미크로네시아어군 언어와의 관계도 잘 알려져 있지 않다.

## 종교
| 나우루의 종교, 2011 | 나우루의 종교, 2011 | 나우루의 종교, 2011 | 나우루의 종교, 2011 | 나우루의 종교, 2011 |
| ------------------- | ------------------- | ------------------- | ------------------- | ------------------- |
| 종교                |                     |                     | 백분율              |                     |
| 나우루 회중교회     | 나우루 회중교회     |                     | 35.7%               | 35.7%               |
| 로마 가톨릭         | 로마 가톨릭         |                     | 33%                 | 33%                 |
| 하나님의 성회       | 하나님의 성회       |                     | 13%                 | 13%                 |
| 나우루 원주민 종교  | 나우루 원주민 종교  |                     | 9.5%                | 9.5%                |
| 침례교              | 침례교              |                     | 1.5%                | 1.5%                |
| 기타 또는 무응답    | 기타 또는 무응답    |                     | 3.7%                | 3.7%                |

나우루의 주요 종교는 나우루 회중 교회(35.71%), 로마 가톨릭교회(32.96%), 하나님의 성회(12.98%), 그리고 나우루 원주민 종교(9.50%)이다. 2002년부터 2011년까지 가장 큰 변화는 하나님의 성회 신자가 0명에서 1,291명으로 증가하고, 기타 종교 신자가 1,417명에서 282명으로 감소한 것이다. 공휴일은 새해 첫날, 독립기념일(1월 31일), 성금요일, 부활절 월요일, 부활절 화요일, 헌법의 날(5월 17일), 국립 청소년의 날(9월 25일), 크리스마스, 박싱 데이(12월 26일)가 포함된다.
나우루 원주민 종교는 19세기 후반과 20세기 초반에 외국 선교사들이 기독교를 섬에 전파하기 전까지 나우루에서 지배적인 종교였다. 2011년 인구 조사에 따르면 여전히 인구의 9.5%가 나우루 원주민 종교를 믿고 있다. 성공회, 감리교회, 가톨릭을 포함하여 몇몇 활동적인 기독교 선교 단체가 있다. 헌법은 종교의 자유를 보장하지만, 정부는 특정 상황에서 이 권리를 제한했다. 일례로 나우루 정부는 예수 그리스도 후기 성도 교회와 여호와의 증인의 종교 활동을 제한했는데, 이들 대부분은 나우루 인산염공사에 고용된 외국인 노동자들이다.

## 교육

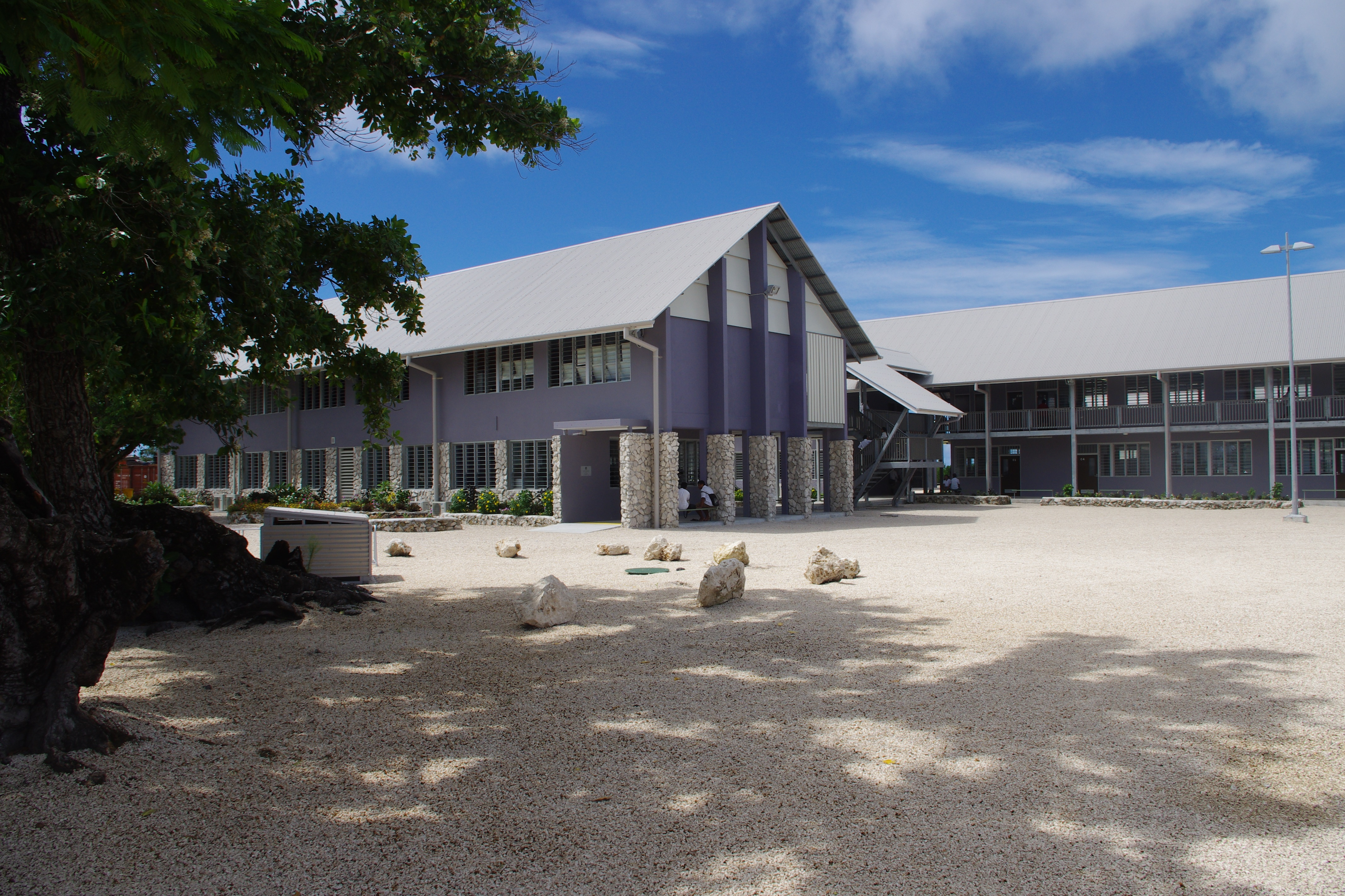
나우루의 중등학교, 2010년

나우루의 문해율은 2011년 기준 96.5%이다. 2013년 기준 학생 수는 3,190명, 교사 수는 104명이다. 2011년 인구 조사에 따르면 15세 이상 인구의 최종 학력은 4%가 초등 교육이었고, 91%가 중등 교육이었으며, 5%가 고등 교육이었다. 교육은 영국식 교육 제도를 기반으로 하며, 5세부터 16세까지 의무적으로 등교해야 한다. 학생들은 유치원에서 3년, 초등학교에서 6년, 중학교에서 4년을 보낸다. 고등 교육은 의무가 아니다. 1999년에는 GDP의 약 10.7%가 교육에 지출되었다. 2013년 기준, 유치원 5개, 초등학교 4개, 중학교 3개, 고등 교육 기관 1개가 있다. 유일한 대학인 사우스퍼시픽 대학교는 1970년대에 원격 강의를 통해 설립되었고, 1987년에는 섬에 캠퍼스가 건설되었다. 서우스퍼시픽 대학교 나우루 캠퍼스에서는 회계학, 경영학, 초등 교육학, 영문학을 전공할 수 있다.
교육 시스템은 2000년에서 2005년 사이에 거의 붕괴되었다. 이 기간 동안 시험이 치러지지 않았고, 교사들은 급여를 받지 못했으며, 학교는 운영을 지속할 충분한 자금을 확보하지 못했다. 그 결과 학교의 절반 이상이 문을 닫았다. 2009년 오스트레일리아 정부는 나우루 교육부와 협력하여 나우루 교육 재부흥을 위해 자금을 지원하였다. 이 지원의 결과로 학생 수는 5.7% 증가했고, 학위 소지 교사의 비율은 30%에서 93%로 늘었으며, 1,100만 오스트레일리아 달러 이상이 새 중학교 건설에 사용되었다.

## 건강
나우루에는 보편적 건강보장 제도가 있으며, 나우루의 모든 시민에게 무료로 제공된다. 나우루에는 야렌에 있는 나우루 공화국 병원이라는 하나의 병원만이 존재하며, 기본적인 수술 및 의료 서비스를 제공한다. 그러나 더 전문적인 치료가 필요한 환자들은 일반적으로 오스트레일리아의 병원으로 이동한다. 2012년에는 GDP의 약 7.5%가 의료에 지출되었다. 2004년에는 인구 10만 명당 149명의 의사와 557명의 간호사가 있었다. 나우루는 세계에서 가장 높은 비만증 유병률을 기록하고 있으며, 비만율은 71.7%에 달한다. 나우루의 기대수명은 66세로, 세계 169위이다.

## 경제

1968년부터 2001년까지 나우루의 인산염 수출량 (백만 톤).

2014년 순월소득은 3,848A$였다. 같은 해 월평균 총소득은 14,154A$였다. 이는 2014년 인구 조사에서 인구의 54.4%가 응답하여 산출된 것이다. 순월소득은 첫 직장 급여, 생계 유지, 기타 사업 소득, 두 번째 직장 급여, 다른 가구에 대한 서비스, 복리 후생, 가계 소비, 기타 소득 등의 요소를 고려하여 계산되었다. 오스트레일리아 달러를 사용하는 다른 국가들(키리바시, 오스트레일리아, 투발루)과 비교할 때, 나우루는 소득 면에서 1위를 차지한다. 2013년 이후 나우루에는 최저임금이 없다.
나우루의 취업자 수는 꾸준히 오르내렸다. 2011년 인구 조사에 따르면 취업자는 2,883명, 실업자는 908명으로 실업률은 23%였다. 나우루 통계청은 2014년~2015년 회계연도에 실업률이 22%로 감소할 것으로 예측했다. 2009년 나우루의 국내총생산은 6,955만 호주 달러로 2008년보다 40% 증가했다. GDP는 1차 산업(18.7%—농업, 수렵, 임업, 어업, 광업 및 채석업), 2차 산업(36.5%—제조업, 전기, 가스, 수도, 건설업), 3차 산업(44.8%—무역업, 호텔, 레스토랑 및 다양한 서비스업)의 세 가지 범주로 나뉜다.
대부분의 인구는 인산염 채굴, 행정, 교육 및 운송 분야에 종사하고 있다. 2008년에는 나우루 구금 센터가 폐쇄되어 실업률이 30%로 증가했으며, 폐쇄되기 이전 나우루 인구의 약 10%가 이 센터에서 일했다. 나우루 구금 센터는 2012년에 재운영되기 시작했으며, 2014년 5월 기준 1,162명의 수감자를 수용하고 있다. 1990년대에는 나우루가 역외 은행을 운영하며 돈세탁에 일조하여 유명해졌다. 미국 국무부의 국제 마약 통제 전략 보고서에 따르면 약 700억 달러를 세탁하는 역외 금융 센터가 400개에 달한다고 추정했다.
인광석 산업은 원래 나우루를 세계에서 1인당 GDP가 가장 높은 국가로 만들었다. 1968년, 나우루 인산염 로열티 신탁회사(NPRT)가 광업 수익을 투자하기 위해 설립되었으며, 이를 통해 인산염 채굴이 고갈된 후에도 나우루가 자금을 가질 수 있도록 했다. 이 신탁의 소유주들은 선박과 항공기 함대, 솔로몬 제도의 양조장, 전 세계의 호텔, 그리고 호주, 미국, 영국의 부동산을 막무가내로 매입하였다. 결국 이후 신탁회사는 파산했다. 인산염 수출은 1973년에 230만 톤으로 최고조에 달했지만, 2001년에는 20만 톤으로 감소했다. 2006년에는 2차 인산염 층의 채굴이 시작되었다.

## 내용주
^A  키리바시의 경우, 평균 연간 소득은 A$8,745로 보고되었으며, 이를 12개월로 나누어 월 소득을 산출했다. 오스트레일리아의 경우, 2006년 인구 조사에서 최소(A$400) 및 최대(A$599) 평균 소득을 취하여 2로 나누어 평균 주간 소득을 산출했으며, 이 금액에 4.33을 곱하여 월 소득을 산출했다. 투발루의 경우, 2005년 월 소득을 인플레이션 계산기를 사용하여 2006년 값으로 제공했다.